# Chimarrogale himalayica
Chimarrogale himalayica es una especie de musaraña de la familia soricidae.

## Distribución geográfica
Se encuentra en China, India, Japón, Laos, Birmania, Taiwán y Vietnam.